# Torsten Kunze
Torsten Kunze (* 8. Juli 1969 in Wiesbaden) ist ein deutscher Jurist und seit 2021 hessischer Generalstaatsanwalt.

## Leben
Torsten Kunze wurde am 8. Juli 1969 in Wiesbaden geboren. Nach dem Abitur in Wiesbaden im Jahr 1989 studierte er Rechtswissenschaften an der Johannes Gutenberg-Universität in Mainz. Nach dem ersten Staatsexamen war er Rechtsreferendar am Landgericht Wiesbaden.
Nach dem zweiten Staatsexamen 1996 wurde Kunze im Jahr 1997 Richter auf Probe bei der Staatsanwaltschaft Darmstadt. Danach wurde er in die Abteilungen für den Justizvollzug und das Strafrecht des hessischen Justizministeriums abgeordnet. 1999 wurde Kunze zum Staatsanwalt ernannt und 2004 zum Oberstaatsanwalt bei der Generalstaatsanwaltschaft. Im Jahr 2013 wurde er stellvertretender Leiter der Abteilung für den Justizvollzug im Hessischen Justizministerium. Von Juli 2016 bis September 2018 war er Leitender Oberstaatsanwalt als ständiger Vertreter des Generalstaatsanwalts. Danach war er bis Dezember 2021 Leiter der Abteilung für den Justizvollzug im Hessischen Ministerium der Justiz. Seit dem 9. Dezember 2021 ist er als Nachfolger von Helmut Fünfsinn hessischer Generalstaatsanwalt.
Kunze ist verheiratet und hat zwei Kinder.